# Final Song
"Final Song" is een nummer van de Deense electropop-zangeres MØ dat in 2016 uitkwam voor haar nog te verschijnen studioalbum. Het nummer is geschreven door MØ en Noonie Bao samen met MNEK die ook het nummer heeft geproduceerd. "Final Song" werd door Sony Music Entertainment uitgebracht en was voor het eerst te horen op BBC Radio 1 tijdens het radioprogramma van Annie Mac op 12 mei 2016. Een dag later verscheen het nummer op YouTube en in de iTunes Store.

## Videoclip
De bijhorende videoclip is geregisseerd door Tomas Whitmore en verscheen op 9 juni 2016.

## Hitnoteringen

### Nederlandse Top 40
| Hitnotering: 16-07-2016 t/m 05-11-2016 | Hitnotering: 16-07-2016 t/m 05-11-2016 | Hitnotering: 16-07-2016 t/m 05-11-2016 | Hitnotering: 16-07-2016 t/m 05-11-2016 | Hitnotering: 16-07-2016 t/m 05-11-2016 | Hitnotering: 16-07-2016 t/m 05-11-2016 | Hitnotering: 16-07-2016 t/m 05-11-2016 | Hitnotering: 16-07-2016 t/m 05-11-2016 | Hitnotering: 16-07-2016 t/m 05-11-2016 | Hitnotering: 16-07-2016 t/m 05-11-2016 | Hitnotering: 16-07-2016 t/m 05-11-2016 | Hitnotering: 16-07-2016 t/m 05-11-2016 | Hitnotering: 16-07-2016 t/m 05-11-2016 | Hitnotering: 16-07-2016 t/m 05-11-2016 | Hitnotering: 16-07-2016 t/m 05-11-2016 | Hitnotering: 16-07-2016 t/m 05-11-2016 | Hitnotering: 16-07-2016 t/m 05-11-2016 | Hitnotering: 16-07-2016 t/m 05-11-2016 | Hitnotering: 16-07-2016 t/m 05-11-2016 |
| Week:                                  | 1                                      | 2                                      | 3                                      | 4                                      | 5                                      | 6                                      | 7                                      | 8                                      | 9                                      | 10                                     | 11                                     | 12                                     | 13                                     | 14                                     | 15                                     | 16                                     | 17                                     |                                        |
| -------------------------------------- | -------------------------------------- | -------------------------------------- | -------------------------------------- | -------------------------------------- | -------------------------------------- | -------------------------------------- | -------------------------------------- | -------------------------------------- | -------------------------------------- | -------------------------------------- | -------------------------------------- | -------------------------------------- | -------------------------------------- | -------------------------------------- | -------------------------------------- | -------------------------------------- | -------------------------------------- | -------------------------------------- |
| Positie:                               | 32                                     | 29                                     | 23                                     | 21                                     | 25                                     | 26                                     | 29                                     | 25                                     | 23                                     | 22                                     | 20                                     | 25                                     | 26                                     | 29                                     | 33                                     | 34                                     | 38                                     | uit                                    |

### NederlandseSingle Top 100
| Hitnotering: 02-07-2016 t/m 19-11-2016 | Hitnotering: 02-07-2016 t/m 19-11-2016 | Hitnotering: 02-07-2016 t/m 19-11-2016 | Hitnotering: 02-07-2016 t/m 19-11-2016 | Hitnotering: 02-07-2016 t/m 19-11-2016 | Hitnotering: 02-07-2016 t/m 19-11-2016 | Hitnotering: 02-07-2016 t/m 19-11-2016 | Hitnotering: 02-07-2016 t/m 19-11-2016 | Hitnotering: 02-07-2016 t/m 19-11-2016 | Hitnotering: 02-07-2016 t/m 19-11-2016 | Hitnotering: 02-07-2016 t/m 19-11-2016 | Hitnotering: 02-07-2016 t/m 19-11-2016 |
| Week:                                  | 1                                      | 2                                      | 3                                      | 4                                      | 5                                      | 6                                      | 7                                      | 8                                      | 9                                      | 10                                     | 11                                     |
| -------------------------------------- | -------------------------------------- | -------------------------------------- | -------------------------------------- | -------------------------------------- | -------------------------------------- | -------------------------------------- | -------------------------------------- | -------------------------------------- | -------------------------------------- | -------------------------------------- | -------------------------------------- |
| Positie:                               | 97                                     | 82                                     | 50                                     | 30                                     | 25                                     | 22                                     | 22                                     | 22                                     | 20                                     | 19                                     | 21                                     |
| Week:                                  | 12                                     | 13                                     | 14                                     | 15                                     | 16                                     | 17                                     | 18                                     | 19                                     | 20                                     | 21                                     |                                        |
| Positie:                               | 22                                     | 22                                     | 26                                     | 26                                     | 27                                     | 28                                     | 31                                     | 37                                     | 59                                     | 81                                     | uit                                    |

### NederlandseMega Top 50
| Hitnotering: 09-07-2016 t/m 19-11-2016 | Hitnotering: 09-07-2016 t/m 19-11-2016 | Hitnotering: 09-07-2016 t/m 19-11-2016 | Hitnotering: 09-07-2016 t/m 19-11-2016 | Hitnotering: 09-07-2016 t/m 19-11-2016 | Hitnotering: 09-07-2016 t/m 19-11-2016 | Hitnotering: 09-07-2016 t/m 19-11-2016 | Hitnotering: 09-07-2016 t/m 19-11-2016 | Hitnotering: 09-07-2016 t/m 19-11-2016 | Hitnotering: 09-07-2016 t/m 19-11-2016 | Hitnotering: 09-07-2016 t/m 19-11-2016 | Hitnotering: 09-07-2016 t/m 19-11-2016 | Hitnotering: 09-07-2016 t/m 19-11-2016 | Hitnotering: 09-07-2016 t/m 19-11-2016 | Hitnotering: 09-07-2016 t/m 19-11-2016 | Hitnotering: 09-07-2016 t/m 19-11-2016 | Hitnotering: 09-07-2016 t/m 19-11-2016 | Hitnotering: 09-07-2016 t/m 19-11-2016 | Hitnotering: 09-07-2016 t/m 19-11-2016 | Hitnotering: 09-07-2016 t/m 19-11-2016 | Hitnotering: 09-07-2016 t/m 19-11-2016 | Hitnotering: 09-07-2016 t/m 19-11-2016 |
| Week:                                  | 1                                      | 2                                      | 3                                      | 4                                      | 5                                      | 6                                      | 7                                      | 8                                      | 9                                      | 10                                     | 11                                     | 12                                     | 13                                     | 14                                     | 15                                     | 16                                     | 17                                     | 18                                     | 19                                     | 20                                     |                                        |
| -------------------------------------- | -------------------------------------- | -------------------------------------- | -------------------------------------- | -------------------------------------- | -------------------------------------- | -------------------------------------- | -------------------------------------- | -------------------------------------- | -------------------------------------- | -------------------------------------- | -------------------------------------- | -------------------------------------- | -------------------------------------- | -------------------------------------- | -------------------------------------- | -------------------------------------- | -------------------------------------- | -------------------------------------- | -------------------------------------- | -------------------------------------- | -------------------------------------- |
| Positie:                               | 34                                     | 20                                     | 20                                     | 26                                     | 22                                     | 18                                     | 25                                     | 25                                     | 26                                     | 26                                     | 23                                     | 23                                     | 26                                     | 29                                     | 30                                     | 31                                     | 31                                     | 40                                     | 39                                     | 45                                     | uit                                    |

## Releasedata
| Land       | Releasedatum | Formaat        | Label |
| ---------- | ------------ | -------------- | ----- |
| Wereldwijd | 13 mei 2016  | Muziekdownload | Sony  |